# 22543 Ranjan
22543 Ranjan este un asteroid din centura principală de asteroizi.

## Descriere
22543 Ranjan este un asteroid din centura principală de asteroizi. A fost descoperit pe 24 martie 1998 la Socorro, New Mexico, în cadrul proiectului LINEAR. Asteroidul prezintă o orbită caracterizată de o semiaxă mare de 2,26 ua, o excentricitate de 0,16 și o înclinație de 0,9° în raport cu ecliptica.